# Jacques de Challant
Jacques de Challant ou Jacques de Challant-Aymavilles (né en 1414, mort le 14 juin 1459) (italianisé en Giacomo di Challant) est un noble valdôtain appartenant à la maison de Challant issu de la lignée des Challant-Aymavilles qui fut le 2e comte de Challant.

## Origine
Jacques de Challant est le fils de fils de Amédée de Challant-Aymavilles († 1423) et de Louise fille de Jean seigneur de Miolans, Albeterre et Urtière et d'Agnès de Roussillon.

## Biographie
Il est investi comme seigneur d'Aymavilles le 4 septembre 1430. Écuyer du duc de Savoie en 1434, il est châtelain de Chillon Sembrancher, Entremont, Monthey, Châtillon, Cluses, Châtel-Argent et Roue de 1423 à 1457, Bailli de la Vallée d'Aoste de 1442 à 1444 du Faucigny de 1442 à 1457. Envoyé du duc de Savoie auprès du duc de Bourgogne en 1444, il devient conseiller et Chambellan du duc Louis Ier de Savoie en 1449 et en septembre 1449 il accompagne le père du duc, l'antipape Félix V à Turin. Il avait été fait chevalier de l'Ordre du Collier en 1440.
Il est nommé Podestat de Verceil (22 juillet) puis châtelain et gouverneur de la cité (22 août 1451) mais il est disgracié la même année pour avoir participé à une conjuration contre les favoris cypriotes de la duchesse de Savoie Anne de Lusignan. Il se réfugie auprès de Louis Dauphin de France, le parrain de son fils et héritier, dont il était le capitaine d'Armes depuis 1442 et qu'il accompagne dans plusieurs expéditions militaires . Jacques de Challant rentre rapidement dans les bonnes grâces du duc de Savoie en renonçant à ses charges à Verceil.
Le duc Louis tranche finalement en sa faveur dans le conflit qui l'oppose avec d'autres membres masculins de sa famille à sa cousine Catherine de Challant pour la succession de son père François 1er comte de Challant. Il reçoit le titre de 2e comte de Challant et Pair du duché d'Aoste par lettre patente le 30 juin 1456. Catherine le 17 décembre suivant et sa sœur Marguerite 14 janvier 1457 doivent renoncer en sa faveur à leurs droits et il obtient également les seigneuries de Graines (avec Saint-Martin, Ayas, Brusson, Gressoney et sa vallée, Surpierre, Issogne Châtillon et Verrès) conjointement avec son frère Guillaume de Challant le 9 août 1457.
Toutefois Jacques de Challant fait son testament le 5 août 1458 et il meurt, moins d'un an après, âgé de seulement 45 ans le 14 juin 1459  à Aymavilles et il est inhumé dans le couvent des Cordeliers d'Aoste.

## Union et postérité
Il épouse Jeanne Andrevet fille de Philibert Andrevet seigneur de Corsan et de Beaurepaire et d'Antoinette de Coligny, dame de la cour de Savoie dont un fils survivant : 
- Louis de Challant 3e comte de Challant.

## Source
- Abbé Joseph-Marie Henry, Histoire populaire, religieuse et civile de la Vallée d'Aoste, Imprimerie valdôtaine, Aoste 1929. 3e édition 1967, chapitre no 149 « La mort de Jacques de Challant » p. 196-197.
- (it) Alessandro Barbero, Valle d'Aosta medievale Liguori éd, Naples (2000)  (ISBN 8820731622)

## Articles liés
- Maison de Challant
- Catherine de Challant